# تیول (شیمی)

ساختار کلی از گروه تیول‌ها

تیول (/ˈθaɪɒl/) یا مشتق تیولی ، ترکیب آلی گوگردداری است که به شکل (R-SH) باشد، R نشان‌دهندهٔ یک آلکیل یا استخلاف‌های آلی دیگر بوده و گروه عاملی SH- خود یک گروه تیول یا یک گروه سولفانیل در نظر گرفته می‌شود. بسیاری از تیولها بوی قوی مشابه سیر یا تخم‌مرغ گندیده دارند. تیول‌ها به‌عنوان ترکیبات بودار جهت کمک به تشخیص گاز طبیعی (که در حالت خالص بی‌بو هستند) به‌کار گرفته می‌شوند که منجر به خفگی نشود. بوی گاز طبیعی در اصل به‌خاطر بوی تیول موجود به‌عنوان ترکیب بودار است. پیش‌تر به تیول‌ها، مرکاپتان نیز می‌گفته‌اند. عبارت مرکاپتان برای اولین بار در سال ۱۸۳۲ توسط ویلیام کریستوفر زایس مطرح شد و ریشهٔ لاتین دارد. به‌دلیل این‌که گروه تیولات (-RS) به‌شدت با ترکیبات جیوه پیوند می‌دهد.

## ساختار و پیوند
تیول‌های با ساختار (R-SH)، به‌عنوان آلکان تیول‌ها یا آلکیل تیول‌ها ذکر شده‌اند، که در آن گروه آلکیل (R) به گروه سولفانیل (SH) متصل شده‌است. همان‌طور که پیش‌تر آورده شد، تیول‌ها و الکل‌ها، وجه اشتراک دارند. به‌خاطر این‌که گوگرد یک عنصر بزرگ‌تر از اکسیژن است، طول پیوندهای گوگرد-هیدروژن، غالباً حدود ۱۸۰ پیکومتر (نزدیک ۴۰ پیکومتر طویل‌تر از پیوند معمول کربن-اکسیژن) است. زوایای کربن-گوگرد-هیدروژن به ۹۰ درجه خواهد رسید. در حالت‌های جامد و مایع، پیوند هیدروژنی بین گروه‌های جداگانهٔ تیول ضعیف است، تاثیرگذارترین نیرو، برهمکنش‌های واندروالسی میان مراکز گوگردی دوقطبی-دوقطبی است. پیوند گوگرد-هیدروژن بسیار ضعیف‌تر از پیوند کربن-اکسیژن است، همان‌گونه که در انرژی تفکیک پیوند (BDE) بازتاب شده‌است. به‌عنوان مثال: انرژی تفکیک پیوند برای متان‌تیول یا متیل مرکاپتان (CH3S-H)، مقدار 366kJ/mol بوده، درحالی‌که برای متانول (CH3O-H)، مقدار 440kJ/mol است. به‌علت تفاوت مقداری ناچیز الکترونگاتیوی گوگرد و هیدروژن، یک پیوند S-H نسبتاً قطبی است. در تضاد، پیوندهای کربن-اکسیژن در گروه‌های هیدروکسیلی بیشتر قطبی‌اند. تیول‌ها گشتاور قطبیت نسبی کوچک‌تری در مقایسه با الکل‌های هم‌ردهٔ مذکور دارند.

## نام‌گذاری
راه‌های متعددی برای نام‌گذاری آلکیل‌تیول‌ها وجود دارد:
۱) پسوند -تیول به نام آلکان اضافه می‌شود. این روش تقریباً یکسان با نام‌گذاری یک الکل بوده و توسط آیوپاک (IUPAC) استفاده شده‌است. برای نمونه: CH3SH، متان‌تیول است.

نام‌گذاری: ۲-متیل-۱-بوتن تیول

۲) کلمه مرکاپتان با الکل، به نام ترکیب الکلی هم‌ارز، جابه‌جا می‌شود. مثال: CH3SH متیل مرکاپتان می‌شود، همان‌گونه که CH3OH متیل الکل نامیده می‌شود.
۳) عبارت سولفانیل- یا مرکاپتو- به‌عنوان یک پیشوند به‌کار گرفته شده‌است، مانند: مرکاپتوپورین.

## خصوصیات فیزیکی

### نقطهٔ جوش و انحلال‌پذیری
تیول‌ها تمایل ناچیزی به پیوند هیدروژنی دارند، چه با مولکول‌های آب و چه میان خودشان؛ بنابراین، آن‌ها نقطهٔ جوش پایین‌تری و به همین ترتیب، حلالیت کمتری در آب و دیگر حلال‌های قطبی‌تر از الکل‌های با جرم مولکولی مشابه دارند. برای همین، تیول‌ها و گروه‌های عاملی سولفیدی ایزومری متناظرشان، انحلال‌پذیری و نقاط جوش مشابهی دارند، درحالی‌که مورد مذکور برای الکل‌ها و اترهای ایزومری متناظر صادق نیست.

### پیوند
پیوند گوگرد-هیدروژن در تیول‌ها ضعیف است، در مقایسه با پیوند اکسیژن-هیدروژن در الکل‌ها. برای مثال: آنتالپی پیوند برای CH3X-H، برابر 365.07kcal/mol برای X=S و 440.2kcal/mol برای X=O است. خروج اتم هیدروژن از ترکیب، باعث پدید آمدن رادیکال تییل با فرمول .RS می‌شود که R می‌تواند آلکیل یا آریل باشد.

### ویژگی‌های ساختاری در روش‌های دستگاهی
تیول‌های فرار به آسانی به‌واسطهٔ بوی آن‌ها قابل تشخیص هستند. آنالیزورهای تنظیم شدهٔ گوگرد در کروماتوگرافی گازی بسیار کارآمد هستند؛ مثلاً نشانگرهای اسپکتروسکوپی به تبادل سیگنال هیدروژن در تیول با ایزوتوپ سنگین‌تر آن، دوتریم (D در آب سنگین D2O)، در طیف NMR (ایزوتوپ دیگر گوگرد، 33S، در طیف NMR فعال است و سیگنال می‌دهد اما سیگنال‌ها برای گوگرد دو پیوندی معمولاً بسیار پهن هستند) در طیف‌سنجی H-NMR، تغییر مکان شیمیایی پیوند گوگرد-هیدروژن در محدوده ۲–۳ پی‌پی‌ام (ppm)، پدید می‌آید. در طیف‌بینی فروسرخ (IR)، فرکانس جذب، نزدیک ۲۴۰۰ cm−1 ظاهر خواهد شد.

## آماده‌سازی (تهیه)
- در صنعت، متان‌تیول به‌وسیلهٔ واکنش هیدروژن سولفید با متانول تهیه می‌شود. این روش در اختیار گرفته می‌شود برای سنتز صنعتی متان تیول:

CH3OH + H2S → CH3SH + H2O
این‌چنین واکنش‌ها در حضور کاتالیزورهای اسیدی انجام می‌گیرند. روش اصلی دیگری برای تهیهٔ تیول‌ها، که شامل اضافه کردن هیدروژن سولفید به آلکن بوده، معمولاً در مجاورت کاتالیزورهای اسیدی، همانند روش قبل، وجود دارد.
- روش دیگر شامل آلکیل‌دار کردن سدیم هیدروسولفید است:

RX + NaSH → RSH + NaX (X = Cl, Br, I)
این روش برای تهیه اسید تیوگلیکولیک از کلرواستیک اسید به‌کار گرفته می‌شود.
- عموماً، در مقیاس آزمایشگاهی، واکنش مستقیم آلکیل هالید با سدیم هیدروسولفید نامطلوب است، به‌دلیل این‌که واکنش رقابتی تشکیل سولفید، همزمان اتفاق خواهد افتاد؛ بنابراین بهتر است تا تیول را به مشتق آلی گوگردی دیگر، مانند تیوآمید تبدیل نماییم. آلکیل هالید در اثر واکنش با تیوآمید، می‌تواند تیول را به‌عنوان فرآورده به ما دهد، که واکنشی چندمرحله، یک طرفه و به‌همراه تشکیل نمک حدواسط ایزوتیواورونیم است.

CH3CH2Br + SC(NH2)2 → [CH3CH2SC(NH2)2]Br
[CH3CH2SC(NH2)2]Br + NaOH → CH3CH2SH + OC(NH2)2 + NaBr
تیواوره، به‌عنوان یک تیوآمید، به‌خوبی با هالیدهای اصلی، مخصوصاً آن‌هایی که فعال هستند، واکنش می‌دهد. تیول‌های نوع دوم و سوم، همانند نوع اول، به آسانی تشکیل نمی‌شوند.
- ترکیب‌های آلی لیتیمی و واکنشگرهای گرینیارد با گوگرد واکنش می‌دهند تا تیولات تشکیل شده بتواند تیول را همراه نمک فلز فعال به‌عنوان فرآورده دهد:

RLi + S → RSLi
RSLi + HCl → RSH + LiCl

## واکنش‌ها

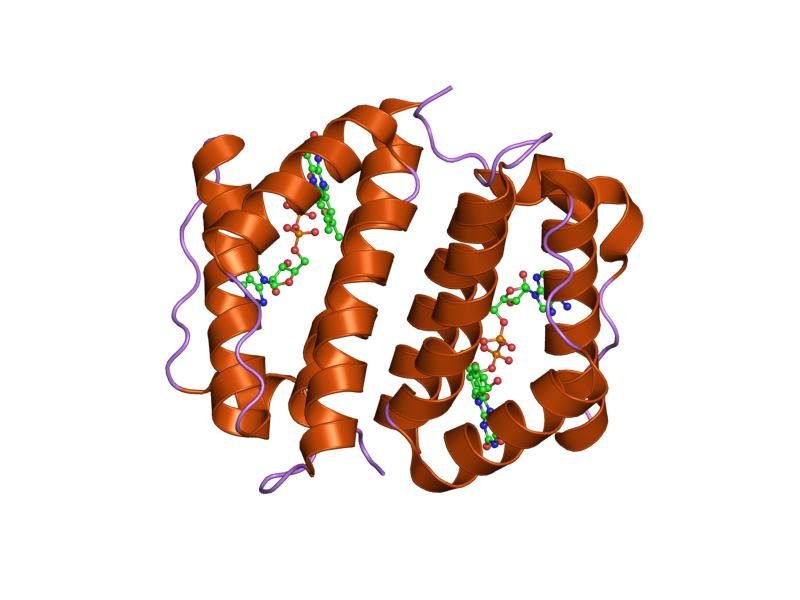
تیول (/ˈθaɪɒl/) یا مشتق تیولی

مشابه شیمی الکل‌ها، تیول‌ها سولفیدها، تیواستال‌ها و تیواسترها را تشکیل می‌دهند، که مشابه اترها، استال‌ها و استرها به‌ترتیب هستند. تیول‌ها و الکل‌ها از لحاظ واکنش‌پذیری با هم بسیار متفاوت‌اند، تیول‌ها راحت‌تر از الکل‌ها اکسید می‌شوند. تیولات‌ها نوکلئوفیل‌های بالقوه بهتری از آلکوکسیدها هستند.

### آلکیل‌دار کردن گوگردی
تیول‌ها، یا به نحوی دقیق‌تر، باز مزدوج آن‌ها، به آسانی آلکیل‌دار می‌شوند تا سولفیدها را دهند:
RSH + R′Br + B → RSR′ + [HB]Br (B = base)

### خاصیت اسیدی بودن
تیول‌ها راحت پروتون خود را از دست می‌دهند. نسبت به الکل‌ها، تیول‌ها اسیدی‌تر هستند. باز مزدوج یک تیول، تیولات نامیده می‌شود. بوتانتیول دارای pKa = 10.5 است در مقابل مقدار ۱۵ برای بوتانول. اسیدی‌ترین تیول شناخته شده، پنتافلوئوروتیوفنول با فرمول (C6F5SH) است، با pKa = 2.68. بنابراین، تیولات‌ها می‌توانند از تیول‌ها به‌وسیلهٔ واکنش دادن با هیدروکسید فلزات قلیایی به‌دست آیند.